# Eutetranychus ricinus
Eutetranychus ricinus är en spindeldjursart som beskrevs av Frank Jason Smiley och Baker 1995. Eutetranychus ricinus ingår i släktet Eutetranychus och familjen Tetranychidae. Inga underarter finns listade i Catalogue of Life.